# Xiangtan
Xiangtan ou Siangtan (湘潭) é uma cidade da província de Hunan, na China. Localiza-se nas margens do rio Xiang. Tem cerca de 2 748 552 habitantes(2010).  Foi fundada no século VIII.